# 15e étape du Tour d'Italie 2024
Pour un article plus général, voir Tour d'Italie 2024.
La 15e étape du Tour d'Italie 2024 se déroule le dimanche 19 mai 2024 entre Manerba del Garda et Livigno en Lombardie sur une distance de 220 km.

## Parcours
Cette étape est l'étape reine du Giro 2024 pour trois raisons : la distance de 220 kilomètres en fait l'étape la plus longue de la compétition, le dénivelé positif de 5 300 m est le maximum sur ce Tour d'Italie et trois cols de 1re catégorie figurent dans le dernier tiers du parcours dont une arrivée au sommet. 
Partant du bord du lac de Garde, les coureurs grimpent en première partie d'étape un col de 3e catégorie suivi d'un autre de 2e catégorie. Après une descente de 16 kilomètres, les coureurs abordent un long faux plat montant d'une soixantaine de kilomètres les amenant au pied du Passo del Mortirolo (col de 1re catégorie, montée de 12,6 km, pente moyenne de 7,6 % avec un passage à 16 %). Par la suite, en fin d'étape, le parcours escalade le Passo di Foscagno (col de 1re catégorie, montée de 15 km, pente moyenne de 6,4 %) avec le sommet situé à 8,7 km de l'arrivée. Après une courte descente de 4 km, l'ascension finale de 4,7 km avec une pente moyenne de 7,7 % et un passage à 19 % mène au sommet de Mottolino dans la commune de Livigno, à proximité de la frontière suisse.

## Déroulement de la course
La 15e étape est marquée par de nombreux groupes se portant en tête avec, à un certain moment, une cinquantaine de coureurs à l'avant de la course. C’est finalement un groupe d’une vingtaine d’hommes qui se présente au pied de la dernière double difficulté avec 3 min 15 sec d'avance sur le peloton maillot rose. L'Allemand Georg Steinhauser (EF Education) s'isole en tête mais il est rejoint puis dépassé à 13 kilomètres du terme par le Colombien Nairo Quintana (Movistar). À ce moment, le maillot rose Tadej Pogačar attaque seul au sein du reste du peloton et commence à rattraper et à dépasser les échappés, les uns après les autres. Après avoir déposé Steinhauser, Pogačar revient sur Quintana, le dernier membre de l'échappée, à deux kilomètres du sommet, le laisse sur place et file vers un quatrième succès sur le Giro 2024, reléguant à presque trois minutes Daniel Martínez et Geraint Thomas, ses principaux adversaires, qui se retrouvent désormais à plus de six minutes au classement général. À l'arrivée à Livigno, Tadej Pogačar déclare qu'il s'agit d'un des plus beaux jours de sa carrière.

## Résultats

### Classement de l'étape
| \| Classement de l'étape \| Classement de l'étape \| Classement de l'étape \| Classement de l'étape \| Classement de l'étape \| \| Coureur \| Coureur \| Pays \| Équipe \| Temps \| \| --------------------- \| --------------------- \| --------------------- \| -------------------------- \| --------------------- \| \| 1er \| Tadej Pogačar \| Slovénie \| UAE Team Emirates \| 6 h 11 min 43 s \| \| 2e \| Nairo Quintana \| Colombie \| Movistar Team \| + 29 s \| \| 3e \| Georg Steinhauser \| Allemagne \| EF Education-EasyPost \| + 2 min 32 s \| \| 4e \| Romain Bardet \| France \| Team dsm-firmenich PostNL \| + 2 min 47 s \| \| 5e \| Daniel Martínez \| Colombie \| Bora-Hansgrohe \| + 2 min 50 s \| \| 6e \| Geraint Thomas \| Royaume-Uni \| Ineos Grenadiers \| + 2 min 50 s \| \| 7e \| Einer Rubio \| Colombie \| Movistar Team \| + 2 min 58 s \| \| 8e \| Ben O'Connor \| Australie \| Decathlon-AG2R La Mondiale \| + 2 min 58 s \| \| 9e \| Thymen Arensman \| Pays-Bas \| Ineos Grenadiers \| + 3 min 05 s \| \| 10e \| Jan Hirt \| Tchéquie \| Soudal Quick-Step \| + 3 min 20 s \| |                   |             |                            |                 |
| |                   |             |                            |                 |
| Sources : ProCyclingStats Cycling Quotient |                   |             |                            |                 |
| Classement de l'étape |                   |             |                            |                 |
| Coureur | Coureur           | Pays        | Équipe                     | Temps           |
| 1er | Tadej Pogačar     | Slovénie    | UAE Team Emirates          | 6 h 11 min 43 s |
| 2e | Nairo Quintana    | Colombie    | Movistar Team              | + 29 s          |
| 3e | Georg Steinhauser | Allemagne   | EF Education-EasyPost      | + 2 min 32 s    |
| 4e | Romain Bardet     | France      | Team dsm-firmenich PostNL  | + 2 min 47 s    |
| 5e | Daniel Martínez   | Colombie    | Bora-Hansgrohe             | + 2 min 50 s    |
| 6e | Geraint Thomas    | Royaume-Uni | Ineos Grenadiers           | + 2 min 50 s    |
| 7e | Einer Rubio       | Colombie    | Movistar Team              | + 2 min 58 s    |
| 8e | Ben O'Connor      | Australie   | Decathlon-AG2R La Mondiale | + 2 min 58 s    |
| 9e | Thymen Arensman   | Pays-Bas    | Ineos Grenadiers           | + 3 min 05 s    |
| 10e | Jan Hirt          | Tchéquie    | Soudal Quick-Step          | + 3 min 20 s    |

### Points attribués pour le classement par points
| Sprint intermédiaire Malonno (km 130,3) | Sprint intermédiaire Malonno (km 130,3) | Sprint intermédiaire Malonno (km 130,3) | Sprint intermédiaire Malonno (km 130,3) | Sprint intermédiaire Malonno (km 130,3) |
| --------------------------------------- | --------------------------------------- | --------------------------------------- | --------------------------------------- | --------------------------------------- |
|                                         | Coureur                                 | Pays                                    | Équipe                                  | Point(s)                                |
| 1er                                     | Davide Ballerini                        | Italie                                  | Astana Qazaqstan                        | 12                                      |
| 2e                                      | Tobias Bayer                            | Autriche                                | Alpecin-Deceuninck                      | 8                                       |
| 3e                                      | Alessandro Tonelli                      | Italie                                  | VF Group-Bardiani CSF-Faizané           | 6                                       |
| 4e                                      | Christian Scaroni                       | Italie                                  | Astana Qazaqstan                        | 5                                       |
| 5e                                      | Giulio Pellizzari                       | Italie                                  | VF Group-Bardiani CSF-Faizané           | 4                                       |
| 6e                                      | Harrison Wood                           | Grande-Bretagne                         | Cofidis                                 | 3                                       |
| 7e                                      | Filippo Fiorelli                        | Italie                                  | VF Group-Bardiani CSF-Faizané           | 2                                       |
| 8e                                      | Kaden Groves                            | Australie                               | Alpecin-Deceuninck                      | 1                                       |
| modifier                                |                                         |                                         |                                         |                                         |

| Sprint intermédiaire Isolaccia-Valdidentro (km 197,6) | Sprint intermédiaire Isolaccia-Valdidentro (km 197,6) | Sprint intermédiaire Isolaccia-Valdidentro (km 197,6) | Sprint intermédiaire Isolaccia-Valdidentro (km 197,6) | Sprint intermédiaire Isolaccia-Valdidentro (km 197,6) |
| ----------------------------------------------------- | ----------------------------------------------------- | ----------------------------------------------------- | ----------------------------------------------------- | ----------------------------------------------------- |
|                                                       | Coureur                                               | Pays                                                  | Équipe                                                | Point(s)                                              |
| 1er                                                   | Davide Piganzoli                                      | Italie                                                | Polti Kometa                                          | 12                                                    |
| 2e                                                    | Julian Alaphilippe                                    | France                                                | Soudal Quick-Step                                     | 8                                                     |
| 3e                                                    | Attila Valter                                         | Hongrie                                               | Visma-Lease a Bike                                    | 6                                                     |
| 4e                                                    | Georg Steinhauser                                     | Allemagne                                             | EF Education-EasyPost                                 | 5                                                     |
| 5e                                                    | Nairo Quintana                                        | Colombie                                              | Movistar                                              | 4                                                     |
| 6e                                                    | Luca Covili                                           | Italie                                                | VF Group-Bardiani CSF-Faizané                         | 3                                                     |
| 7e                                                    | Jhonatan Narváez                                      | Équateur                                              | Ineos Grenadiers                                      | 2                                                     |
| 8e                                                    | Nicola Conci                                          | Italie                                                | Alpecin-Deceuninck                                    | 1                                                     |
| modifier                                              |                                                       |                                                       |                                                       |                                                       |

| \| Arrivée d'étape Livigno (km 222) \| Arrivée d'étape Livigno (km 222) \| Arrivée d'étape Livigno (km 222) \| Arrivée d'étape Livigno (km 222) \| Arrivée d'étape Livigno (km 222) \| \| -------------------------------- \| -------------------------------- \| -------------------------------- \| -------------------------------- \| -------------------------------- \| \| \| Coureur \| Pays \| Équipe \| Point(s) \| \| 1er \| Tadej Pogačar \| Slovénie \| UAE Team Emirates \| 15 \| \| 2e \| Nairo Quintana \| Colombie \| Movistar \| 12 \| \| 3e \| Georg Steinhauser \| Allemagne \| EF Education-EasyPost \| 9 \| \| 4e \| Romain Bardet \| France \| dsm-firmenich PostNL \| 7 \| \| 5e \| Daniel Martínez \| Colombie \| Bora-Hansgrohe \| 6 \| \| 6e \| Geraint Thomas \| Grande-Bretagne \| Ineos Grenadiers \| 5 \| \| 7e \| Einer Rubio \| Colombie \| Movistar \| 4 \| \| 8e \| Ben O'Connor \| Australie \| Decathlon AG2R La Mondiale \| 3 \| \| 9e \| Thymen Arensman \| Pays-Bas \| Ineos Grenadiers \| 2 \| \| 10e \| Jan Hirt \| République tchèque \| Soudal Quick-Step \| 1 \| \| modifier \| \| \| \| \| |                   |                    |                            |          |
| Arrivée d'étape Livigno (km 222) |                   |                    |                            |          |
| | Coureur           | Pays               | Équipe                     | Point(s) |
| 1er | Tadej Pogačar     | Slovénie           | UAE Team Emirates          | 15       |
| 2e | Nairo Quintana    | Colombie           | Movistar                   | 12       |
| 3e | Georg Steinhauser | Allemagne          | EF Education-EasyPost      | 9        |
| 4e | Romain Bardet     | France             | dsm-firmenich PostNL       | 7        |
| 5e | Daniel Martínez   | Colombie           | Bora-Hansgrohe             | 6        |
| 6e | Geraint Thomas    | Grande-Bretagne    | Ineos Grenadiers           | 5        |
| 7e | Einer Rubio       | Colombie           | Movistar                   | 4        |
| 8e | Ben O'Connor      | Australie          | Decathlon AG2R La Mondiale | 3        |
| 9e | Thymen Arensman   | Pays-Bas           | Ineos Grenadiers           | 2        |
| 10e | Jan Hirt          | République tchèque | Soudal Quick-Step          | 1        |
| modifier |                   |                    |                            |          |

### Points attribués pour le classement du meilleur grimpeur
| Lodrino (km 37,7) 3e catégorie (7,6 km à 4,4%) | Lodrino (km 37,7) 3e catégorie (7,6 km à 4,4%) | Lodrino (km 37,7) 3e catégorie (7,6 km à 4,4%) | Lodrino (km 37,7) 3e catégorie (7,6 km à 4,4%) | Lodrino (km 37,7) 3e catégorie (7,6 km à 4,4%) |
| ---------------------------------------------- | ---------------------------------------------- | ---------------------------------------------- | ---------------------------------------------- | ---------------------------------------------- |
|                                                | Coureur                                        | Pays                                           | Équipe                                         | Point(s)                                       |
| 1er                                            | Laurence Pithie                                | Nouvelle-Zélande                               | Groupama-FDJ                                   | 9                                              |
| 2e                                             | Lilian Calmejane                               | France                                         | Intermarché-Wanty                              | 4                                              |
| 3e                                             | Harrison Wood                                  | Grande-Bretagne                                | Cofidis                                        | 2                                              |
| 4e                                             | Tobias Bayer                                   | Autriche                                       | Alpecin-Deceuninck                             | 1                                              |
| modifier                                       |                                                |                                                |                                                |                                                |

| Colle San Zeno (km 64,7) 2e catégorie (13,7 km à 6,7%) | Colle San Zeno (km 64,7) 2e catégorie (13,7 km à 6,7%) | Colle San Zeno (km 64,7) 2e catégorie (13,7 km à 6,7%) | Colle San Zeno (km 64,7) 2e catégorie (13,7 km à 6,7%) | Colle San Zeno (km 64,7) 2e catégorie (13,7 km à 6,7%) |
| ------------------------------------------------------ | ------------------------------------------------------ | ------------------------------------------------------ | ------------------------------------------------------ | ------------------------------------------------------ |
|                                                        | Coureur                                                | Pays                                                   | Équipe                                                 | Point(s)                                               |
| 1er                                                    | Christian Scaroni                                      | Italie                                                 | Astana Qazaqstan                                       | 18                                                     |
| 2e                                                     | Simon Geschke                                          | Allemagne                                              | Cofidis                                                | 8                                                      |
| 3e                                                     | Giulio Pellizzari                                      | Italie                                                 | VF Group-Bardiani CSF-Faizané                          | 6                                                      |
| 4e                                                     | Tobias Bayer                                           | Autriche                                               | Alpecin-Deceuninck                                     | 4                                                      |
| 5e                                                     | Davide Ballerini                                       | Italie                                                 | Astana Qazaqstan                                       | 2                                                      |
| 6e                                                     | Alessandro Tonelli                                     | Italie                                                 | VF Group-Bardiani CSF-Faizané                          | 1                                                      |
| modifier                                               |                                                        |                                                        |                                                        |                                                        |

| Col du Mortirolo (km 155,4) 1re catégorie (12,6 km à 7,7%) | Col du Mortirolo (km 155,4) 1re catégorie (12,6 km à 7,7%) | Col du Mortirolo (km 155,4) 1re catégorie (12,6 km à 7,7%) | Col du Mortirolo (km 155,4) 1re catégorie (12,6 km à 7,7%) | Col du Mortirolo (km 155,4) 1re catégorie (12,6 km à 7,7%) |
| ---------------------------------------------------------- | ---------------------------------------------------------- | ---------------------------------------------------------- | ---------------------------------------------------------- | ---------------------------------------------------------- |
|                                                            | Coureur                                                    | Pays                                                       | Équipe                                                     | Point(s)                                                   |
| 1er                                                        | Christian Scaroni                                          | Italie                                                     | Astana Qazaqstan                                           | 40                                                         |
| 2e                                                         | Giulio Pellizzari                                          | Italie                                                     | VF Group-Bardiani CSF-Faizané                              | 18                                                         |
| 3e                                                         | Nicola Conci                                               | Italie                                                     | Alpecin-Deceuninck                                         | 12                                                         |
| 4e                                                         | Simon Geschke                                              | Allemagne                                                  | Cofidis                                                    | 9                                                          |
| 5e                                                         | Michael Storer                                             | Australie                                                  | Tudor Pro Cycling Team                                     | 6                                                          |
| 6e                                                         | Davide Piganzoli                                           | Italie                                                     | Polti Kometa                                               | 4                                                          |
| 7e                                                         | Georg Steinhauser                                          | Allemagne                                                  | EF Education-EasyPost                                      | 2                                                          |
| 8e                                                         | Pelayo Sánchez                                             | Espagne                                                    | Movistar                                                   | 1                                                          |
| modifier                                                   |                                                            |                                                            |                                                            |                                                            |

| Col de Foscagno (km 213,3) 1re catégorie (14,6 km à 6,3%) | Col de Foscagno (km 213,3) 1re catégorie (14,6 km à 6,3%) | Col de Foscagno (km 213,3) 1re catégorie (14,6 km à 6,3%) | Col de Foscagno (km 213,3) 1re catégorie (14,6 km à 6,3%) | Col de Foscagno (km 213,3) 1re catégorie (14,6 km à 6,3%) |
| --------------------------------------------------------- | --------------------------------------------------------- | --------------------------------------------------------- | --------------------------------------------------------- | --------------------------------------------------------- |
|                                                           | Coureur                                                   | Pays                                                      | Équipe                                                    | Point(s)                                                  |
| 1er                                                       | Nairo Quintana                                            | Colombie                                                  | Movistar                                                  | 40                                                        |
| 2e                                                        | Tadej Pogačar                                             | Slovénie                                                  | UAE Team Emirates                                         | 18                                                        |
| 3e                                                        | Georg Steinhauser                                         | Allemagne                                                 | EF Education-EasyPost                                     | 12                                                        |
| 4e                                                        | Nicola Conci                                              | Italie                                                    | Alpecin-Deceuninck                                        | 9                                                         |
| 5e                                                        | Attila Valter                                             | Hongrie                                                   | Visma-Lease a Bike                                        | 6                                                         |
| 6e                                                        | Romain Bardet                                             | France                                                    | dsm-firmenich PostNL                                      | 4                                                         |
| 7e                                                        | Simon Geschke                                             | Allemagne                                                 | Cofidis                                                   | 2                                                         |
| 8e                                                        | Davide Piganzoli                                          | Italie                                                    | Polti Kometa                                              | 1                                                         |
| modifier                                                  |                                                           |                                                           |                                                           |                                                           |

| \| Livigno (km 222) 1re catégorie (4,6 km à 7,7%) \| Livigno (km 222) 1re catégorie (4,6 km à 7,7%) \| Livigno (km 222) 1re catégorie (4,6 km à 7,7%) \| Livigno (km 222) 1re catégorie (4,6 km à 7,7%) \| Livigno (km 222) 1re catégorie (4,6 km à 7,7%) \| \| ---------------------------------------------- \| ---------------------------------------------- \| ---------------------------------------------- \| ---------------------------------------------- \| ---------------------------------------------- \| \| \| Coureur \| Pays \| Équipe \| Point(s) \| \| 1er \| Tadej Pogačar \| Slovénie \| UAE Team Emirates \| 50 \| \| 2e \| Nairo Quintana \| Colombie \| Movistar \| 24 \| \| 3e \| Georg Steinhauser \| Allemagne \| EF Education-EasyPost \| 16 \| \| 4e \| Romain Bardet \| France \| dsm-firmenich PostNL \| 9 \| \| 5e \| Daniel Martínez \| Colombie \| Bora-Hansgrohe \| 6 \| \| 6e \| Geraint Thomas \| Grande-Bretagne \| Ineos Grenadiers \| 4 \| \| 7e \| Einer Rubio \| Colombie \| Movistar \| 2 \| \| 8e \| Ben O'Connor \| Australie \| Decathlon AG2R La Mondiale \| 1 \| \| modifier \| \| \| \| \| |                   |                 |                            |          |
| Livigno (km 222) 1re catégorie (4,6 km à 7,7%) |                   |                 |                            |          |
| | Coureur           | Pays            | Équipe                     | Point(s) |
| 1er | Tadej Pogačar     | Slovénie        | UAE Team Emirates          | 50       |
| 2e | Nairo Quintana    | Colombie        | Movistar                   | 24       |
| 3e | Georg Steinhauser | Allemagne       | EF Education-EasyPost      | 16       |
| 4e | Romain Bardet     | France          | dsm-firmenich PostNL       | 9        |
| 5e | Daniel Martínez   | Colombie        | Bora-Hansgrohe             | 6        |
| 6e | Geraint Thomas    | Grande-Bretagne | Ineos Grenadiers           | 4        |
| 7e | Einer Rubio       | Colombie        | Movistar                   | 2        |
| 8e | Ben O'Connor      | Australie       | Decathlon AG2R La Mondiale | 1        |
| modifier |                   |                 |                            |          |

### Points attribués pour le classement des sprints intermédiaires
| Sprint intermédiaire Malonno (km 130,3) | Sprint intermédiaire Malonno (km 130,3) | Sprint intermédiaire Malonno (km 130,3) | Sprint intermédiaire Malonno (km 130,3) | Sprint intermédiaire Malonno (km 130,3) |
| --------------------------------------- | --------------------------------------- | --------------------------------------- | --------------------------------------- | --------------------------------------- |
|                                         | Coureur                                 | Pays                                    | Équipe                                  | Point(s)                                |
| 1er                                     | Davide Ballerini                        | Italie                                  | Astana Qazaqstan                        | 10                                      |
| 2e                                      | Tobias Bayer                            | Autriche                                | Alpecin-Deceuninck                      | 6                                       |
| 3e                                      | Alessandro Tonelli                      | Italie                                  | VF Group-Bardiani CSF-Faizané           | 3                                       |
| 4e                                      | Christian Scaroni                       | Italie                                  | Astana Qazaqstan                        | 2                                       |
| 5e                                      | Giulio Pellizzari                       | Italie                                  | VF Group-Bardiani CSF-Faizané           | 1                                       |
| modifier                                |                                         |                                         |                                         |                                         |

| Sprint intermédiaire Le Motte (km 193,2) | Sprint intermédiaire Le Motte (km 193,2) | Sprint intermédiaire Le Motte (km 193,2) | Sprint intermédiaire Le Motte (km 193,2) | Sprint intermédiaire Le Motte (km 193,2) |
| ---------------------------------------- | ---------------------------------------- | ---------------------------------------- | ---------------------------------------- | ---------------------------------------- |
|                                          | Coureur                                  | Pays                                     | Équipe                                   | Point(s)                                 |
| 1er                                      | Attila Valter                            | Hongrie                                  | Visma-Lease a Bike                       | 10                                       |
| 2e                                       | Nicola Conci                             | Italie                                   | Alpecin-Deceuninck                       | 6                                        |
| 3e                                       | Davide Piganzoli                         | Italie                                   | Polti Kometa                             | 3                                        |
| 4e                                       | Luca Covili                              | Italie                                   | VF Group-Bardiani CSF-Faizané            | 2                                        |
| 5e                                       | Georg Steinhauser                        | Allemagne                                | EF Education-EasyPost                    | 1                                        |
| modifier                                 |                                          |                                          |                                          |                                          |

### Bonifications
|   | Coureur          | Pays    | Équipe             | Secondes |
| - | ---------------- | ------- | ------------------ | -------- |
| 1 | Attila Valter    | Hongrie | Visma-Lease a Bike | 3 s      |
| 2 | Nicola Conci     | Italie  | Alpecin-Deceuninck | 2 s      |
| 3 | Davide Piganzoli | Italie  | Polti Kometa       | 1 s      |

|   | Coureur            | Pays    | Équipe             | Secondes |
| - | ------------------ | ------- | ------------------ | -------- |
| 1 | Davide Piganzoli   | Italie  | Polti Kometa       | 3 s      |
| 2 | Julian Alaphilippe | France  | Soudal Quick-Step  | 2 s      |
| 3 | Attila Valter      | Hongrie | Visma-Lease a Bike | 1 s      |

| \| \| Coureur \| Pays \| Équipe \| Secondes \| \| - \| ----------------- \| --------- \| --------------------- \| -------- \| \| 1 \| Tadej Pogačar \| Slovénie \| UAE Team Emirates \| 10 s \| \| 2 \| Nairo Quintana \| Colombie \| Movistar \| 6 s \| \| 3 \| Georg Steinhauser \| Allemagne \| EF Education-EasyPost \| 4 s \| |                   |           |                       |          |
| | Coureur           | Pays      | Équipe                | Secondes |
| 1 | Tadej Pogačar     | Slovénie  | UAE Team Emirates     | 10 s     |
| 2 | Nairo Quintana    | Colombie  | Movistar              | 6 s      |
| 3 | Georg Steinhauser | Allemagne | EF Education-EasyPost | 4 s      |

## Classements à l'issue de l'étape

### Classement général
| \| Classement général \| Classement général \| Classement général \| Classement général \| Classement général \| \| Coureur \| Coureur \| Pays \| Équipe \| Temps \| \| ------------------ \| ------------------ \| ------------------ \| -------------------------- \| ------------------ \| \| 1er \| Tadej Pogačar \| Slovénie \| UAE Team Emirates \| 56 h 11 min 42 s \| \| 2e \| Geraint Thomas \| Royaume-Uni \| Ineos Grenadiers \| + 6 min 41 s \| \| 3e \| Daniel Martínez \| Colombie \| Bora-Hansgrohe \| + 6 min 56 s \| \| 4e \| Ben O'Connor \| Australie \| Decathlon-AG2R La Mondiale \| + 7 min 43 s \| \| 5e \| Antonio Tiberi \| Italie \| Bahrain Victorious \| + 9 min 26 s \| \| 6e \| Thymen Arensman \| Pays-Bas \| Ineos Grenadiers \| + 9 min 45 s \| \| 7e \| Romain Bardet \| France \| Team dsm-firmenich PostNL \| + 10 min 49 s \| \| 8e \| Filippo Zana \| Italie \| Team Jayco AlUla \| + 11 min 11 s \| \| 9e \| Einer Rubio \| Colombie \| Movistar Team \| + 12 min 13 s \| \| 10e \| Jan Hirt \| Tchéquie \| Soudal Quick-Step \| + 13 min 11 s \| |                 |             |                            |                  |
| |                 |             |                            |                  |
| Sources : ProCyclingStats Cycling Quotient |                 |             |                            |                  |
| Classement général |                 |             |                            |                  |
| Coureur | Coureur         | Pays        | Équipe                     | Temps            |
| 1er | Tadej Pogačar   | Slovénie    | UAE Team Emirates          | 56 h 11 min 42 s |
| 2e | Geraint Thomas  | Royaume-Uni | Ineos Grenadiers           | + 6 min 41 s     |
| 3e | Daniel Martínez | Colombie    | Bora-Hansgrohe             | + 6 min 56 s     |
| 4e | Ben O'Connor    | Australie   | Decathlon-AG2R La Mondiale | + 7 min 43 s     |
| 5e | Antonio Tiberi  | Italie      | Bahrain Victorious         | + 9 min 26 s     |
| 6e | Thymen Arensman | Pays-Bas    | Ineos Grenadiers           | + 9 min 45 s     |
| 7e | Romain Bardet   | France      | Team dsm-firmenich PostNL  | + 10 min 49 s    |
| 8e | Filippo Zana    | Italie      | Team Jayco AlUla           | + 11 min 11 s    |
| 9e | Einer Rubio     | Colombie    | Movistar Team              | + 12 min 13 s    |
| 10e | Jan Hirt        | Tchéquie    | Soudal Quick-Step          | + 13 min 11 s    |

### Classement par points
| Classement par points | Classement par points | Classement par points | Classement par points         | Classement par points |
| Coureur               | Coureur               | Pays                  | Équipe                        | Points                |
| --------------------- | --------------------- | --------------------- | ----------------------------- | --------------------- |
| 1er                   | Jonathan Milan        | Italie                | Lidl-Trek                     | 284 pts               |
| 2e                    | Kaden Groves          | Australie             | Alpecin-Deceuninck            | 175 pts               |
| 3e                    | Tim Merlier           | Belgique              | Soudal Quick-Step             | 93 pts                |
| 4e                    | Filippo Fiorelli      | Italie                | VF Group-Bardiani CSF-Faizanè | 88 pts                |
| 5e                    | Andrea Pietrobon      | Italie                | Team Polti Kometa             | 86 pts                |
| 6e                    | Tadej Pogačar         | Slovénie              | UAE Team Emirates             | 84 pts                |
| 7e                    | Julian Alaphilippe    | France                | Soudal Quick-Step             | 82 pts                |
| 8e                    | Jhonatan Narváez      | Équateur              | Ineos Grenadiers              | 63 pts                |
| 9e                    | Benjamin Thomas       | France                | Cofidis                       | 57 pts                |
| 10e                   | Sebastián Molano      | Colombie              | UAE Team Emirates             | 54 pts                |

### Classement de la montagne
| Classement de la montagne | Classement de la montagne | Classement de la montagne | Classement de la montagne     | Classement de la montagne |
| Coureur                   | Coureur                   | Pays                      | Équipe                        | Points                    |
| ------------------------- | ------------------------- | ------------------------- | ----------------------------- | ------------------------- |
| 1er                       | Tadej Pogačar             | Slovénie                  | UAE Team Emirates             | 172 pts                   |
| 2e                        | Simon Geschke             | Allemagne                 | Cofidis                       | 78 pts                    |
| 3e                        | Nairo Quintana            | Colombie                  | Movistar Team                 | 65 pts                    |
| 4e                        | Christian Scaroni         | Italie                    | Astana Qazaqstan Team         | 64 pts                    |
| 5e                        | Daniel Martínez           | Colombie                  | Bora-Hansgrohe                | 58 pts                    |
| 6e                        | Valentin Paret-Peintre    | France                    | Decathlon-AG2R La Mondiale    | 55 pts                    |
| 7e                        | Romain Bardet             | France                    | Team dsm-firmenich PostNL     | 45 pts                    |
| 8e                        | Georg Steinhauser         | Allemagne                 | EF Education-EasyPost         | 42 pts                    |
| 9e                        | Lilian Calmejane          | France                    | Intermarché-Wanty             | 36 pts                    |
| 10e                       | Giulio Pellizzari         | Italie                    | VF Group-Bardiani CSF-Faizanè | 32 pts                    |

### Classement du meilleur jeune
| Classement du meilleur jeune | Classement du meilleur jeune | Classement du meilleur jeune | Classement du meilleur jeune | Classement du meilleur jeune |
| Coureur                      | Coureur                      | Pays                         | Équipe                       | Temps                        |
| ---------------------------- | ---------------------------- | ---------------------------- | ---------------------------- | ---------------------------- |
| 1er                          | Antonio Tiberi               | Italie                       | Bahrain Victorious           | 56 h 21 min 08 s             |
| 2e                           | Thymen Arensman              | Pays-Bas                     | Ineos Grenadiers             | + 19 s                       |
| 3e                           | Filippo Zana                 | Italie                       | Team Jayco AlUla             | + 1 min 45 s                 |
| 4e                           | Davide Piganzoli             | Italie                       | Team Polti Kometa            | + 9 min 03 s                 |
| 5e                           | Alex Baudin                  | France                       | Decathlon-AG2R La Mondiale   | + 14 min 29 s                |
| 6e                           | Giovanni Aleotti             | Italie                       | Bora-Hansgrohe               | + 16 min 52 s                |
| 7e                           | Valentin Paret-Peintre       | France                       | Decathlon-AG2R La Mondiale   | + 28 min 20 s                |
| 8e                           | Kevin Vermaerke              | États-Unis                   | Team dsm-firmenich PostNL    | + 49 min 46 s                |
| 9e                           | Edoardo Zambanini            | Italie                       | Bahrain Victorious           | + 51 min 38 s                |
| 10e                          | Mauri Vansevenant            | Belgique                     | Soudal Quick-Step            | + 52 min 21 s                |

### Classement par équipes
| Classement par équipes | Classement par équipes        | Classement par équipes | Classement par équipes |
| Équipe                 | Équipe                        | Pays                   | Temps                  |
| ---------------------- | ----------------------------- | ---------------------- | ---------------------- |
| 1re                    | Ineos Grenadiers              | Royaume-Uni            | 169 h 15 min 59 s      |
| 2e                     | Decathlon-AG2R La Mondiale    | France                 | + 14 s                 |
| 3e                     | UAE Team Emirates             | Émirats arabes unis    | + 27 min 40 s          |
| 4e                     | Bora-Hansgrohe                | Allemagne              | + 34 min 15 s          |
| 5e                     | Astana Qazaqstan Team         | Kazakhstan             | + 43 min 29 s          |
| 6e                     | Bahrain Victorious            | Bahreïn                | + 49 min 50 s          |
| 7e                     | Movistar Team                 | Espagne                | + 1 h 02 min 49 s      |
| 8e                     | Team dsm-firmenich PostNL     | Pays-Bas               | + 1 h 05 min 37 s      |
| 9e                     | VF Group-Bardiani CSF-Faizané | Italie                 | + 1 h 06 min 42 s      |
| 10e                    | EF Education-EasyPost         | États-Unis             | + 1 h 16 min 02 s      |

### Sanctions au classement UCI
| \| Coureur \| Pays \| Équipe \| Points \| \| ----------------- \| ------ \| ----------------------------- \| ----------- \| \| Giulio Pellizzari \| Italie \| VF Group-Bardiani CSF-Faizané \| - 25 points \| |        |                               |             |
| Coureur | Pays   | Équipe                        | Points      |
| Giulio Pellizzari | Italie | VF Group-Bardiani CSF-Faizané | - 25 points |

## Abandons
- Clément Davy (Groupama-FDJ) : abandon
- Vadim Pronskiy (Astana Qazaqstan) : non partant